# Рзаева, Айнур
Айнур Рзаева (азерб. Aynur Rzayeva; род. 13 сентября 1989, Баку, Азербайджанская ССР, СССР) — азербайджанская боксёрша, член сборной Азербайджана по боксу.

## Биография
Айнур Рзаева родилась 13 сентября 1989 года в городе Баку.
На чемпионате Европы по боксу среди женщин в 2016 году в Софии, она завоевала бронзовую медаль в категории свыше 81 кг.
В 2022 году Рзаева приняла участие в чемпионате Европы по боксу, который состоялся в Черногории. Она добралась до финала, в котором уступила своей сопернице из Украины и завоевала серебряную медаль чемпионата Европы.
В марте 2023 года стала бронзовым призёром на чемпионате мира среди женщин в Нью-Дели (Индия), в весовой категории свыше 81 кг, где она в полуфинале по очкам (0:5) проиграла представительнице Казахстана Ляззат Кунгебаевой. Благодаря этой бронзе, Рзаева вышла в историю азербайджанского бокса как первая отечественная спортсменка, завоевавшая медаль на чемпионате мира.